# Josef Marberger

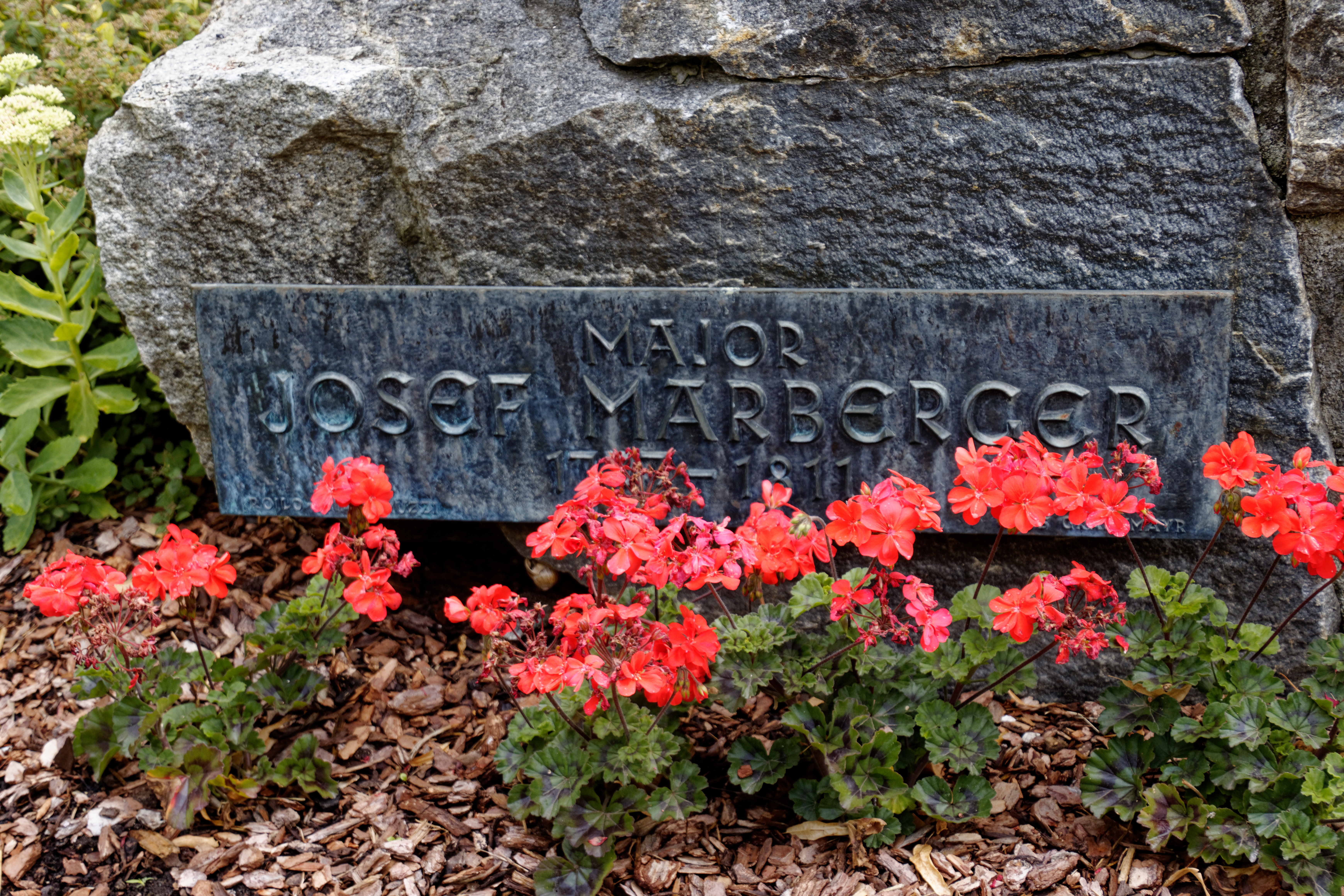
Gedenkstein in Silz (Tirol)

Josef Sigmund Marberger (* 4. Dezember 1777 in Silz; † 17. März 1811 in Wien) war ein Tiroler Freiheitskämpfer und Rechtspfleger.

## Leben
Marberger absolvierte das Gymnasium in Innsbruck und war dann beim Pflegeamt des Gerichts Petersberg in Silz beschäftigt. In Silz reorganisierte er das Schützenwesen und wurde Schützenhauptmann. Im November 1805 kommandierte er eine Kompagnie aus dem Gerichtsbezirk Petersberg im Dritten Koalitionskrieg. 1809 nahm er als Schützenmajor an den Bergiselschlachten teil und gilt dabei als "hervorragendste Gestalt unter den Männern aus dem Oberinntal." Andreas Hofer ernannte ihn am 1. September 1809 zum Distriktskommandanten des Gerichtsbezirks Vintschgau. 1810 ging er nach Wien und verteilte dort Hilfsgelder aus England für Tiroler Emigranten. Im März 1811 wurde er in Wien Opfer eines Raubmords.
Einer seiner Nachfahren war der Innsbrucker Urologe und Hochschullehrer Hans Marberger (1917–2002).

## Würdigungen
Die Silzer Schützenkompanie ist nach Josef Marberger benannt. In Silz ist eine Straße nach Marberger benannt, und vor dem Gerichtsgebäude in Silz wurde Josef Marberger 1971 ein Denkmal mit einer Bronzeskulptur von Franz Roilo errichtet.

## Film
- Marberger – Ein Tiroler Schützenmajor. 70-minütige Dokumentation. Regie: Emanuel Bachnetzer. Österreich, 2009.[5]